# Emil August Allgeyer

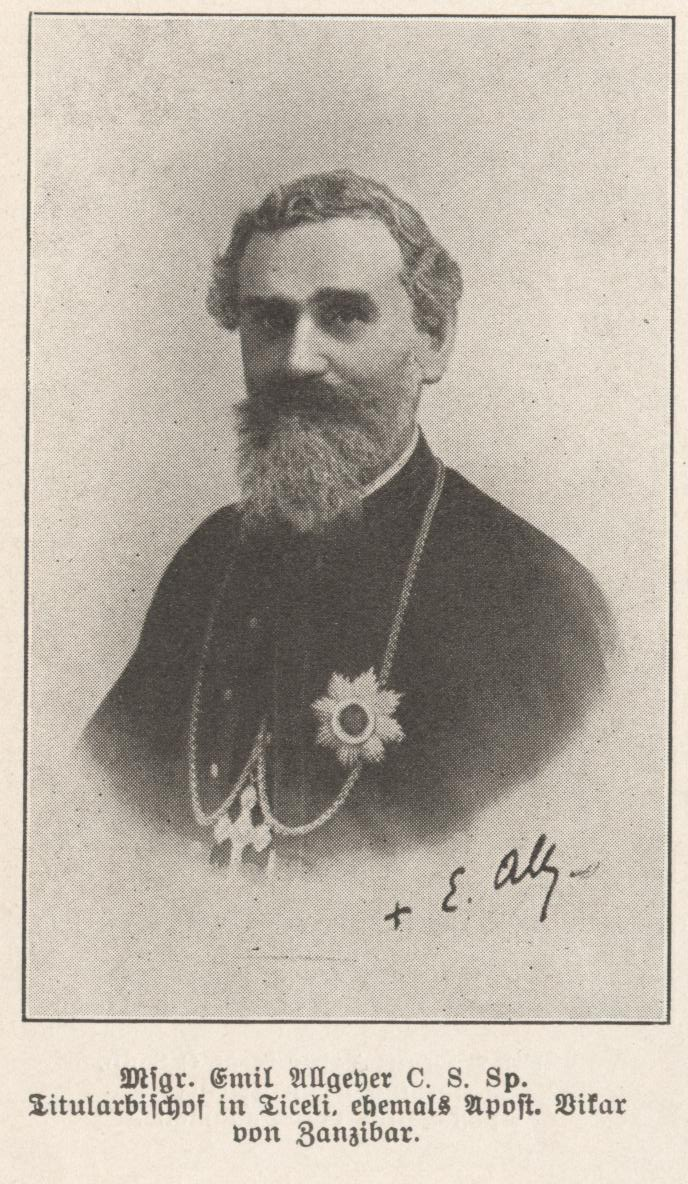
Bischof Emil Allgeyer

Emil August Allgeyer CSSp, auch Emile-August Allgeyer (* 14. April 1856 in Rixheim; † 9. April 1924 in Chevilly, bei Paris) war ein katholischer Priester aus dem Elsass, Spiritaner-Missionspater im Sultanat Sansibar bzw. in Deutsch-Ostafrika und von 1897 bis 1913 dortiger Apostolischer Vikar.

## Leben
Emil August Allgeyer wurde in Rixheim, Diözese Straßburg, Elsass, geboren und trat in den Missionsorden der Spiritaner ein. Hier empfing er am 4. November 1884 die Priesterweihe und wurde in die afrikanische Mission entsandt. 
Am 17. Februar 1897 erhielt Allgeyer die Ernennung zum Apostolischen Vikar von Zanguebar, später umbenannt in Sansibar, sowie zum Titularbischof von Ticelia. Im Spiritaner-Missionshaus Knechtsteden wurde der Elsässer am 25. April 1897 von Weihbischof Antonius Fischer, dem späteren Kardinal, zum Bischof geweiht. Hierbei assistierten ihm Adolf Fritzen, Allgeyers Heimatbischof von Straßburg, und der Paderborner Weihbischof Augustinus Gockel, als Mitkonsekratoren. Am 9. Mai besuchte der Neu-Bischof seinen Heimatort Rixheim. 
Mit Antonius Fischer war Emil Allgeyer freundschaftlich verbunden. Nach der Bischofsweihe kündigte der Apostolische Vikar an, seine erste neu gegründete Missionsstation werde nach dem Konsekrator „Fischerstadt“ heißen, was er auch tatsächlich ausführte. Sie lag im Distrikt Rombo, am Kilimandscharo. Mit Fischer und Fritzen zusammen weihte Emil Allgeyer am 14. Oktober 1906 in Knechtsteden auch Franz Xaver Vogt, den Apostolischen Vikar von Bagamoyo, zum Bischof. Dieses Gebiet war 1906 von Allgeyers Sprengel abgetrennt worden. 
Die Spiritaner wirkten seit 1872 in Ostafrika. Am 13. November 1883 wurde das Apostolische Vikariat Zanguebar als „Diözese auf Probe“ errichtet. Unter Bischof Allgeyers Pontifikat wurde es dann wegen der schnell wachsenden Anzahl Christen in mehrere eigenständige Vikariate aufgeteilt. Allgeyer verwaltete sein Missionsgebiet umsichtig und eifrig. Er förderte das Ordenswesen. Nach 17-jähriger Regierung resignierte er von seinem Amt und ging nach Europa zurück. Dort lebte er nahe Paris und starb 1924. Inzwischen ist das Apostolische Vikariat Sansibar in dem 1953 gegründeten Erzbistum Nairobi aufgegangen.